# 林鴞屬
林鴞屬是一屬貓頭鷹。它們屬於鴟鴞科。
林鴞屬的體型中等至大型，身體較為粗壯。它們沒有耳羽，大部份都是夜間活動及棲息在林地。它們主要吃細小的哺乳動物、鳥類及爬行類。
雖然卡爾·林奈於1758年將所有沒有耳羽的貓頭鷹分類到林鴞屬中，但有很多學者在19世紀前都誤將草鴞屬分類到林鴞屬中。

## 物種
- 灰林鴞（Strix aluco）
- 漠林鴞（Strix butleri）
- 查科林鴞（Strix chacoensis）
- 四川林鴞（Strix davidi）
- 茶色林鴞（Strix fulvescens）
- 銹斑林鴞（Strix hylophila）
- 褐林鴞（Strix leptogrammica）
  - 巴氏林鴞（Strix (leptogrammica) bartelsi）
  - 喜瑪拉雅林鴞（Strix (leptogrammica) newarensis）
- 烏林鴞（Strix nebulosa）
- 西點林鴞（Strix occidentalis）
  - 北方斑點鴞（Strix occidentalis caurina）
  - Strix occidentalis juanaphillipsae
  - 墨西哥西點林鴞（Strix occidentalis lucida）
- 白領林鴞（Strix ocellata）
- 棕斑林鴞（Strix rufipes）
- 點斑林鴞（Strix seloputo）
- 長尾林鴞（Strix uralensis）
- 橫斑林鴞（Strix varia）
- 非洲林鴞（Strix woodfordii）

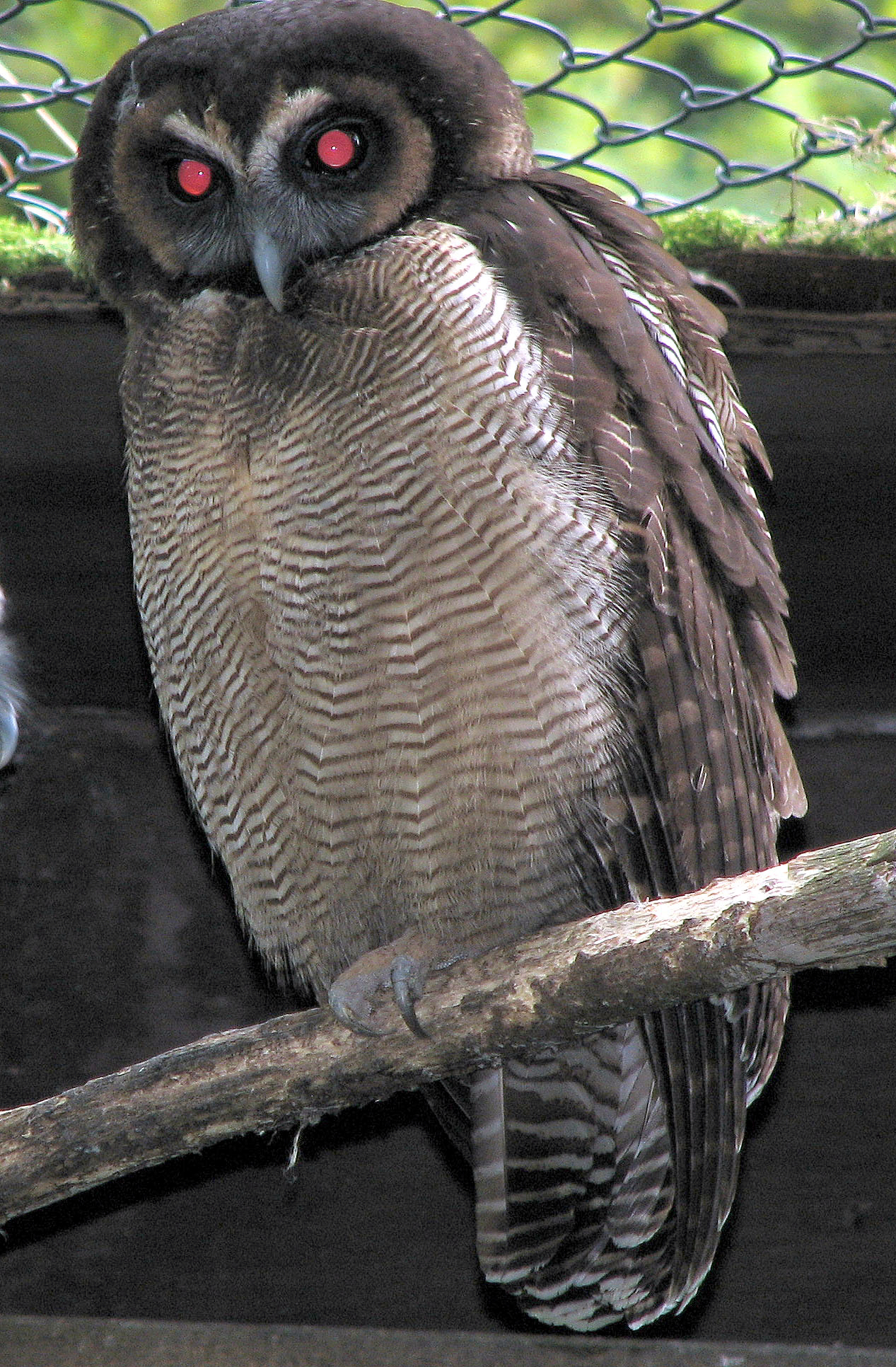
褐林鴞。

### 化石物種
林鴞屬有很多化石紀錄。它們可能是最早演化出來的貓頭鷹。不過，有些物種並不能確定是否應分類到林鴞屬中。
一般已接受的林鴞屬如下：
- Strix dakota：屬於早中新世，在美國南達科他州發現；[2]
- Strix未命名種：屬於晚中新世，在美國内布拉斯加州發現；
- Strix未命名種：屬於晚上新世，在波蘭發現；[1]
- Strix intermedia：屬於早至中更新世，在歐洲發現；有可能是灰林鴞的古亞種；[3]
- Strix brea：屬於晚更新世，在北美洲西南部發現；[4][5]
- Strix未命名種：屬於晚更新世，在美國發現。

在德國發現屬於中新世早期至晚期的"Strix" wintershofensis及在法國發現屬於中新世中期的"Strix" edwardsi雖然是屬於鴟鴞科，但並未肯定是屬於林鴞屬。在法國發現屬於中新世中期的"Strix" ignota有時會被誤認是裸名。它有可能是屬於林鴞屬，但需更多證據支持。
在義大利發現屬於中新世晚期至上新世早期的"Strix" perpasta似乎並不屬於此屬它有時被認為是褐魚鴞古亞種的異名。
在美國堪薩斯州發現屬於上新世晚期的喙突（化石編號UMMP V31030）並未能肯定分類到此屬或雕鴞屬中。
以往分類在林鴞屬中已滅絕的物種：
- "Strix" antiqua：現分類到Prosybris；
- "Strix" brevis：現分類到Intutula；
- "Strix" collongensis：現分類到Alasio；
- "Strix" melitensis及"Strix" sanctialbani：：現分類到草鴞屬；
- "Strix" murivora：是Mascarenotus murivorus的雄鳥；
- "Strix" newtoni及"Strix" sauzieri：是Mascarenotus sauzieri的雄鳥和雌鳥。

## 延伸閱讀
- Milne-Edwards, Alphonse (1869–1871): Recherches anatomiques et paléontologiques pour servir à l'histoire des oiseaux fossiles de la France （页面存档备份，存于） (Vol. 2). G. Masson, Paris.
- Paris, P. . Revue Française d'Ornithologie. 1912, 37: 283–298.